# Campeonato Europeo de Atletismo en Pista Cubierta de 1976
El VII Campeonato Europeo de Atletismo en Pista Cubierta se celebró en Múnich (RFA) entre el 21 y el 22 de febrero de 1976 bajo la organización de la Asociación Europea de Atletismo (AEA) y la Federación Alemana de Atletismo.
Las competiciones se llevaron a cabo en el Olympiahalle de la ciudad bávara. Participaron 229 atletas de 25 federaciones nacionales afiliadas a la AEA.

## Resultados

### Masculino
| Evento                    | Oro                                            | Plata                                             | Bronce                                     |
| ------------------------- | ---------------------------------------------- | ------------------------------------------------- | ------------------------------------------ |
| 60 m (21.03)              | Valeri Borzov Unión Soviética 6,59 s           | Vasílios Papageorgopoulos · Grecia · 6,67 s       | Petar Petrov Bulgaria 6,68 s               |
| 400 m (22.03)             | Yanko Bratanov Bulgaria 47,79                  | Hermann Köhler Alemania Occidental 48,19          | Grzegorz Mądry · Polonia · 48,46           |
| 800 m (22.03)             | Ivo van Damme · Bélgica · 1:49,2               | Josef Schmid Alemania Occidental 1:49,8           | Milovan Savić Yugoslavia 1:49,9            |
| 1500 m (22.03)            | Paul-Heinz Wellmann Alemania Occidental 3:45,1 | Thomas Wessinghage Alemania Occidental 3:45,3     | Gheorghe Ghipu · Rumania · 3:46,1          |
| 3000 m (22.03)            | Ingo Sensburg Alemania Occidental 8:01,6       | Józef Ziubrak · Polonia · 8:02,0                  | Ray Smedley Reino Unido 8:02,2             |
| 60 m vallas (22.03)       | Viktor Miasnikov Unión Soviética 7,78          | Berwyn Price Reino Unido 7,80                     | Zbigniew Jankowski · Polonia · 7,92        |
| Salto de altura (22.03)   | Sergéi Seniukov Unión Soviética 2,22 m         | Jacques Aletti Francia 2,19 m                     | Walter Boller Alemania Occidental 2,19 m   |
| Salto con pértiga (21.03) | Yuri Projorenko Unión Soviética 5,45           | Antti Kalliomäki · Finlandia · 5,40               | Renato Dionisi · Italia · 5,30             |
| Salto de longitud (22.03) | Jacques Rousseau Francia 7,90                  | Valeri Podluzhni Unión Soviética 7,79             | Joachim Busse Alemania Occidental 7,72     |
| Salto triple (22.03)      | Viktor Saneyev Unión Soviética 17,10           | Carol Corbu · Rumania · 16,75                     | Bernard Lamitié Francia 16,68              |
| Peso (22.03)              | Geoff Capes Reino Unido 20,64                  | Gerd Lochmann República Democrática Alemana 20,29 | Alexandr Baryshnikov Unión Soviética 20,02 |

### Femenino
| Evento                    | Oro                                                      | Plata                                       | Bronce                                                |
| ------------------------- | -------------------------------------------------------- | ------------------------------------------- | ----------------------------------------------------- |
| 60 m (22.03)              | Linda Haglund · Suecia · 7,24 s                          | Sonia Lannaman Reino Unido 7,25 s           | Elvira Possekel Alemania Occidental 7,28 s            |
| 400 m (22.03)             | Rita Wilden Alemania Occidental 52,26                    | Jelica Pavličić Yugoslavia 52,47            | Inta Klimovica Unión Soviética 52,80                  |
| 800 m (22.03)             | Nikolina Shtereva Bulgaria 2:02,2                        | Liliana Tomova Bulgaria 2:02,6              | Gisela Klein Alemania Occidental 2:03,2               |
| 1500 m (22.03)            | Brigitte Kraus Alemania Occidental 4:15,2                | Natalia Mărăşescu · Rumania · 4:15,6        | Rositza Pejlivanova Bulgaria 4:15,8                   |
| 60 m vallas (21.03)       | Grażyna Rabsztyn · Polonia · 7,96                        | Natalya Lebedeva Unión Soviética 8,08       | Bożena Nowakowska · Polonia · 8,14                    |
| Salto de altura (21.03)   | Rosemarie Ackermann República Democrática Alemana 1,92 m | Ulrike Meyfarth Alemania Occidental 1,89 m  | Milada Karbanová Checoslovaquia 1,89 m                |
| Salto de longitud (22.03) | Lidia Alfeyeva Unión Soviética 6,64                      | Jarmila Nygrýnová Checoslovaquia 6,57       | Galina Gopchenko Unión Soviética 6,48                 |
| Peso (22.03)              | Ivanka Jristova Bulgaria 20,45                           | Svetlana Krachevskaya Unión Soviética 20,06 | Ilona Schonknecht República Democrática Alemana 19,36 |

## Medallero
| Núm. | País           | Oro | Plata | Bronce | Total |
| ---- | -------------- | --- | ----- | ------ | ----- |
| 1    | URSS           | 6   | 3     | 3      | 12    |
| 2    | RFA            | 4   | 4     | 4      | 12    |
| 3    | Bulgaria       | 3   | 1     | 2      | 6     |
| 4    | Reino Unido    | 1   | 2     | 1      | 4     |
| 5    | Polonia        | 1   | 1     | 3      | 5     |
| 6    | RDA            | 1   | 1     | 1      | 3     |
| 6    | Francia        | 1   | 1     | 1      | 3     |
| 8    | Bélgica        | 1   | 0     | 0      | 1     |
| 8    | Suecia         | 1   | 0     | 0      | 1     |
| 10   | Rumania        | 0   | 2     | 1      | 3     |
| 11   | Checoslovaquia | 0   | 1     | 1      | 2     |
| 11   | Yugoslavia     | 0   | 1     | 1      | 2     |
| 13   | Finlandia      | 0   | 1     | 0      | 1     |
| 14   | Grecia         | 0   | 1     | 0      | 1     |
| 15   | Italia         | 0   | 0     | 1      | 1     |
|      | TOTAL          | 19  | 19    | 19     | 57    |